# Cortes de Madrid de 1391
Las Cortes de Madrid de 1391 se celebraron en Madrid tras el fallecimiento el 9 de octubre de 1390 del monarca Juan I de Castilla entre enero y abril de 1391. El 31 de enero la regencia de Enrique III de Castilla durante su minoría de edad en la forma de un consejo del reino.
Hubo representantes de las ciudades de Alcaraz, Andújar, Astorga, Atienza, Ávila, Badajoz, Baeza, Béjar, Burgos, Calahorra, Cáceres, Cádiz, Carmona, Castrojeriz, Ciudad-Rodrigo, Córdoba, Coria, La Coruña, Cuéllar, Cuenca, Fuenterrabía, Guadalajara, Huete, Jaén, Jerez, León, Logroño, Madrid, Medina, Murcia, Oviedo, Palencia, Plasencia, Sahagún, Salamanca, San Sebastián, Segovia, Sevilla, Soria, Tarifa, Toledo, Toro, Trujillo, Úbeda, Vitoria y Zamora.